# Увулярный дрожащий согласный
Увулярный дрожащий согласный — согласный звук, встречающийся в некоторых языках.

## Распространённость
| Язык          | Язык                                   | Слово  | МФА      | Перевод          | Примечания                                                             |
| ------------- | -------------------------------------- | ------ | -------- | ---------------- | ---------------------------------------------------------------------- |
| Иврит         | Иврит                                  | ירוק   | [jaˈʀok] | «зелёный»        | Может быть также щелевым или аппроксимантом.                           |
| Французский   | Французский                            | carré  | [ˈkaʀe]  | «окантовка»      | Встречается в диалектах. См. Французская фонология.                    |
| Окситанский   | Южный овернский диалект                | garçon | [gaʀˈsu] | «сын»            |                                                                        |
| Окситанский   | Восточные диалекты                     | garric | [ɡaʀi]   | «дуб»            | Контрастирует с альвеолярным дрожащим согласным ([ɡari] «исцелённый»). |
| Окситанский   | Лимузенский диалект                    | filh   | [fʲiʀ]   | «сын»            |                                                                        |
| Окситанский   | Провансальский диалект                 | parts  | [paʀ]    | «части»          |                                                                        |
| Португальский | Европейский                            | carro  | [ˈkaʀu]  | «машина»         |                                                                        |
| Цыганский     | Влашская и балканская группа диалектов | ррoй   | [ʀoj]    | «ложка»          | Соответствует /r/ в других диалектах.                                  |
| Сиу           | Лакота                                 | ǧí     | [ʀí]     | «оно коричневое» | Аллофон /ʁ/ перед /i/.                                                 |
| Шведский      | Южные диалекты                         | räv    | [ʀɛv]    | «лиса»           |                                                                        |